# Irinn
Irinn (Islamic Republic of Iran News Network) est une chaîne d'information en continu iranienne. Ses émissions sont essentiellement en farsi (persan), en dehors de quelques bulletins d'information en anglais et en arabe. 
Sa grille des programmes est composée de journaux télévisés, de reportages, d'émissions sportives ou scientifiques, de débats et d'émissions religieuses. Le siège social de la chaîne, qui appartient au groupe de radio-télévision nationale IRIB (Islamic Republic of Iran Broadcasting) est rue Jame Jam, à Téhéran.
IRINN est diffusée sur les réseaux câblés iraniens, ainsi qu'en clair par satellite en Europe (Hot Bird), en Amérique du Nord (Galaxy 19), dans le monde arabe (Badr 5), en Afrique (Intelsat 902) et en Asie (AsiaSat 3S).
Le 16 juin 2025, le bâtiment de la chaîne de télévision est bombardé en direct par l’aviation israélienne.